# اچ‌ام‌اس راون دوم
اچ‌ام‌اس راون دوم (به انگلیسی: HMS Raven II) یک کشتی است که طول آن ۳۹۴ فوت ۵ اینچ (۱۲۰٫۲ متر) می‌باشد. این کشتی در سال ۱۹۰۳ ساخته شد.